# Fati (distrito)
Fati (em árabe: الفاتح; romaniz.: Fatih) foi um distrito da Líbia. Foi criado em 1987, em substituição de Marje. Segundo censo do ano, havia 102 763 residentes. Em alguma das reformas subsequentes, talvez a de 1998, foi substituído por Marje, no entanto, não há mais menção a seu nome, tampouco de Marje, nas listas de divisões de 1995.